# Стрелецкий, Пётр Фёдорович
Пётр Фёдорович Стрелецкий (5.10.1918, Креничное — 22.12.1973, Москва) — советский лётчик минно-торпедной авиации ВМФ СССР в годы Великой Отечественной войны, Герой Советского Союза (31.05.1944). Подполковник (28.08.1951).

## Биография
Родился 5 октября 1918 года в селе Креничное (ныне в черте города Деражня Хмельницкого района Хмельницкой области Украины) в семье крестьянина. Украинец. Окончил семилетнюю школу, затем учился в строительном техникуме в городе Винница.
В августе 1936 года был призван в Рабоче-крестьянский Красный Флот. В 1939 году окончил Военно-морское авиационное училище имени И. В. Сталина в Ейске. С 1939 года служил в одной из бомбардировочный авиационных бригад ВВС Балтийского флота. Участник советско-финской войны 1939—1940 годов. Член ВКП(б) с 1941 года.
В боях Великой Отечественной войны с июня 1941 года.
В составе 81-й авиационной эскадрильи ВВС Балтийского флота участвовал в обороне полуострова Ханко. С августа 1941 года, после ранения командира эскадрильи капитана Виктора Каштанкина, выполнял его обязанности. На самолёте-амфибии МБР-2 совершал полёты на разведку, бомбардировку, сопровождение конвоев. 8 августа 1941 года ведущим пары МБР-2 участвовал в проводке конвоя, который после выхода из Ханко атаковали 4 финских торпедных катера. МБР-2 отбомбились по катерам, но те сумели уклониться от авиабомб и продолжали сближаться с транспортами. Тогда лейтенант Стрелецкий решил таранить головной катер. Снизившись, он взял направление таким образом, чтобы ударить по рубке катера левым поплавком. Финны не выдержали и, преследуемые летающими лодками, ушли в шхеры. 
В сентябре 1942 года Стрелецкий был переведён пилотом в 3-ю Краснознамённую эскадрилью 1-го гвардейского минно-торпедного авиационного полка. Быстро освоил самолёт-торпедоносец ДБ-3Т и стал летать на боевые задания. В конце 1942 года полк получил новые самолёты — A-20G «Boston». Как лучшему командиру звена, Стрелецкому был вручён именной самолёт, построенный на средства американского киноактёра Рэда Скелтона. На этом самолёте лётчик Стрелецкий и штурман Николай Афанасьев пустили на дно 4 вражеских транспорта, в январе 1944 года участвовали в разгроме опорного пункта врага в Ропше во время Ленинградско-Новгородской наступательной операции. 
В ночь на 27 февраля 1944 года экипаж капитана Стрелецкого и штурмана капитана Афанасьева обнаружил в районе Либавы немецкий транспорт. Во время захода на торпедную атаку лётчик был ранен осколками зенитного снаряда в правую ногу, она была фактически раздроблена. Превозмогая боль, он не потерял контроль над самолётом, точно сбросил торпеду, затем в течение двух часов вёл повреждённый самолёт к своему аэродрому и сумел посадить его, выпустив шасси. Потерял сознание от боли и потери крови, только когда самолёт уже был на земле. Очнулся в госпитале. За этот вылет был награждён орденом Красного Знамени. 
К началу марта 1944 года командир звена 3-й Краснознамённой эскадрильи 1-го гвардейского минно-торпедного авиационного полка 8-й минно-торпедной авиационной дивизии ВВС Краснознамённого Балтийского флота гвардии капитан П. Ф. Стрелецкий совершил 90 боевых вылетов (60 на нанесение бомбовых ударов, 15 на постановку морских минных заграждений, 15 на борьбу с судоходством противника), потопил 4 вражеских транспорта общим водоизмещением в 17 000 тонн, поставил 30 мин на фарватерах противника, бомбил военно-морские базы Хельсинки, Котка и Таллин.
Указом Президиума Верховного Совета СССР от 31 мая 1944 года «за образцовое выполнение заданий командования на фронте борьбы с немецкими захватчиками и проявленные при этом отвагу и геройство» гвардии капитану Стрелецкому Петру Фёдоровичу присвоено звание Героя Советского Союза с вручением ордена Ленина и медали «Золотая Звезда».
После этого ранения и полученной инвалидности Пётр Стрелецкий уже не летал. После выхода из госпиталя его направили на учёбу, в 1945 году он окончил Курсы усовершенствования начальствующего состава ВВС ВМФ. С 1945 года служил помощником начальника штаба 65-го авиационного полка особого назначения ВВС ВМФ по боевой подготовке. В 1954 году окончил Военно-морскую академию им. К. Е. Ворошилова. Продолжал службу в Военно-Морском флоте СССР, последняя должность — начальник штаба 13-го минно-торпедного авиационного полка ВВС Черноморского флота. С мая 1957 года подполковник П. Ф. Стрелецкий — в запасе. 
Жил в городе Калининград Московской области. Работал инженером на машиностроительном заводе НПО «Энергия». Умер 22 декабря 1973 года. Похоронен на Перловском кладбище в Москве.

## Награды
- Герой Советского Союза (31.05.1944)
- Орден Ленина (31.05.1944)
- 3 ордена Красного Знамени (20.11.1943, 28.02.1944, 30.12.1956)
- Орден Красной Звезды (25.02.1953)
- Медаль «За боевые заслуги» (5.11.1946)
- Медаль «За оборону Ленинграда» (1943)
- Ряд других медалей СССР
- Крест Храбрых (Польша, 19.12.1968)[9]

## Память
- В городе Винница на здании строительного техникума, в котором учился П. Ф. Стрелецкий, установлена мемориальная доска[10].
- В городе Пионерский Калининградской области именем Героя названа улица, на которое на доме № 29 установлена мемориальная доска[11].
- Имя «Пётр Стрелецкий» носит самолёт Бе-200ЧС (бортовой номер RF-31121) ФГБУ «Красноярский комплексный авиационный спасательный центр МЧС России», место базирования — аэропорт «Емельяново» (Красноярск)[12].